# Eduardo López Juarranz
Eduardo López Juarranz (Madrid, Castella, 13 d'octubre de 1844 - 16 de gener de 1897) fou un compositor espanyol.
Estudià música amb el mestre Arrieta, i el 1876 guanyà per oposició la plaça de músic major d'un regiment d'enginyers. El 1883la seva banda aconseguí un primer premi i una medalla d'or en el certamen internacional celebrat a Biarritz, i en diverses poblacions recollí molts aplaudiments. El 1895 se l'anomenà director de la banda del cos d'alabarders que situà a una gran altura, i amb ella també aconseguí diversos premis en diferents certàmens, entre ells a París, on se li concedí una gran medalla d'honor.
Com a compositor es distingí notablement, i alguns dels seus treballs foren objecte de recompenses.

## Obres per a banda
- ¡Viva mi tierra!, passada premiat amb una medalla d'or durant les festes del centenari de Calderón de la Barca
- Giralda, marxa per a banda.
- La Torre del Oro, marxa per a banda.
- Sevilla, marxa per a banda.
- Marcha retreta, escrita per encàrrec de l'Ajuntament de Sevilla.
- Marcha nupcial, composta per l'ocasió de les noces del rei Alfons XII amb Maria de la Mercè d'Orleans.
- Fantasia militar descriptiva.
- Simfonia dramática, premiada per l'Acadèmia gaditana de Ciències i Arts.
- Marcha triunfal.

## Obres per a orquestra
- Himno a las Artes, premiada amb medalla d'or per la Sociedad Económica cordovesa d'Amigos del País.
- Cantata a Santa Teresa, premiada per l'Asociación Gaditana de Escritores i Artistas.
- Concertante instrumental,
- Melodia fúnebre,
- Ave María, etc.

Se li deuen a més, diverses altres composicions, sobretot pasdobles, i també diferents obres, de caràcter religiós algunes d'elles, i d'altres pròpies per a concert, havent estat, entre les d'aquesta última categoria, molt celebrat l'Andante per a instruments de corda, que fou un dels seus primers èxits com a compositor i que el donà a conèixer.